# Ушпія
Ушпія — правитель стародавнього міста-держави Ашшура у XXI столітті до н. е.

## Правління
Ім'я правителя згадується у трьох джерелах: у початковій частині списку ассирійських царів та у двох будівельних написах ассирійських царів Шульману-ашареда I й Асархаддона.
В царському списку ассирійських царів Ушпія згадується серед «17 царів, які жили у шатрах», тобто, вождів кочових скотарських племен. На думку дослідників, ті «царі» були аморейськими пращурами царя Шамші-Адада I, включеними до того списку для того, щоб довести царське походження того верхнемесопотамського царя та збільшити його престиж, але жодним чином не як такі, що правили в Ашшурі. Ушпія ж, який теж потрапив до того списку, насправді правив в Ашшурі та навіть збудував там храм.